# The Chantells
The Chantells est un groupe de reggae jamaïcain des années 1970, formé en 1975 par Samuel « Sam » Bramwell, Tommy Thomas et Lloyd Forrester.
Formations parmi les plus prometteuses de la vague « reggae rockers » de la seconde moitié des années 1970, le groupe se sépara pourtant en 1979 après un unique album, à la suite de l'emprisonnement de plusieurs de ses membres pour trafic de drogue. Le leader Sam Bramwell fut d'ailleurs tué par la police lors d'un cambriolage en 1983.

## Discographie

### Singles
- 1974 - Black Pearl (Tropical Records)
- 1976 - Eva (Treble)
- 1977 - Waiting in the Park (Phase One)
- 1977 - Children Of Jah (Phase One)
- 1978 - Blood River (Phase One)
- How can I get over (Treasure Isle)
- I'll never fall in love (Phase One) - réédité en 2005
- Man In Love/Natty Supper (Phase One)

### Albums
- 1978 - Waiting in the Park alias Chantells Collection (Phase One)
- 1999 - Children Of Jah (The Chantells & Friends 1977-79) (Blood and Fire)